# Le Mariage de Maria Braun
Pour les articles homonymes, voir Braun.
Série Trilogie BRD
Lola, une femme allemande
(1981)
Pour plus de détails, voir Fiche technique et Distribution.
Le Mariage de Maria Braun (titre original : Die Ehe der Maria Braun) est un film allemand réalisé par Rainer Werner Fassbinder, sorti en 1979, dans la mouvance du Nouveau cinéma allemand.
C'est le premier volet de la Trilogie BRD de ce réalisateur, avant Lola, une femme allemande et Le Secret de Veronika Voss.

## Synopsis
Le Mariage de Maria Braun, réalisé en 1978, suit le destin d’une femme pendant les années de reconstruction que les références diégétiques situent entre 1943 et 1954. Le film commence pendant les derniers mois de la Seconde Guerre mondiale. Maria Braun (Hanna Schygulla) épouse un soldat, Hermann (Klaus Löwitsch), qui doit repartir sur le front juste après leur mariage. La cérémonie se passe pendant que la ville est bombardée par les avions alliés.
Hermann disparaît puis réapparaît
Après la guerre, Maria apprend qu'Hermann est mort sur le front Est ; elle devient entraîneuse et s'éprend d'un soldat noir américain, Bill (George Byrd). L'amour de Maria pour Bill augmente chaque jour un peu plus, jusqu'à ce qu'un jour Hermann apparaisse sur le pas de la porte de la chambre de Maria. Il espionne quelque temps les deux amants et est finalement découvert. Bill et lui en viennent aux mains. Dans le feu de l'action, Maria assomme Bill en lui cassant une bouteille sur la tête et par là-même le tue.
Maria est accusée de meurtre devant un tribunal américain. Mais, à la surprise générale, Hermann se déclare coupable. La scène suivante montre Hermann, prisonnier et condamné à une longue peine de prison,.
La rencontre avec Oswald
Lors d'un voyage en train, Maria rencontre Karl Oswald (Ivan Desny), un industriel français, et lui fait les yeux doux. Peu après cette rencontre, Maria devient la secrétaire personnelle d'Oswald. À ce poste, elle apparaît comme quelqu'un de très ambitieux. Avec Karl Oswald et son comptable (Hark Bohm), Maria forme le trio dirigeant de la firme.
Mais Maria a l'intention de séduire son patron et réussit son entreprise,. L'aventure de Maria et Karl s'intensifie et accède au statut de relation longue. Pourtant, Maria reste fidèle à l'amour qu'elle éprouve pour son mari. Et pendant cette période, elle prend l'habitude de rendre visite en prison à Hermann. Plus tard, Karl prend la décision d'aller lui aussi voir Hermann en prison, le bilan de cette visite reste assez flou, le spectateur ne comprend pas bien la raison qui pousse Karl à voir l'ex-mari de son amie.
Hermann part, Maria se meurt
Hermann sort enfin de prison, et Maria, qui était venue le chercher, apprend qu'il est déjà parti depuis peu. Hermann lui a laissé une lettre lui expliquant qu'il a pris la décision de partir à l'étranger pour quelques mois afin de « redevenir un homme ». Et comme symbole de sa confiance et de son amour, il lui enverra chaque mois une rose.
Comme prévu, elle reçoit chaque mois une rose de sa part. Aussi dans sa vie professionnelle est-elle chanceuse, pourtant elle ne se sent pas heureuse. Ce sentiment est tout à fait bien exposé dans la scène où elle se montre à l'égard de la secrétaire d'Oswald à la fois sarcastique et imbue d'elle-même. Par ailleurs, sa mère lui expose l'idée que bien qu'elle réussisse tout ce qu'elle entreprend, elle n'extériorise aucune soif de vie, elle ne donne pas l'impression d'être en vie.
Oswald meurt, Hermann revient
Maria s'achète une maison dans laquelle elle vit seule. Pendant de nombreuses années, elle s'imagine qu'Hermann va revenir et qu'ils vivront heureux ensemble. Nous avions en effet déjà appris que Karl était très malade et qu'il lui restait peu de temps à vivre. C'est à son travail que Maria apprend la mort de Karl.
Peu après Hermann est de nouveau là. Maria lui tombe dans les bras comme quelqu'un qui est à bout de force depuis longtemps déjà. Le jour de l'ouverture du testament de Oswald, le notaire arrive chez eux et leur apprend que la fortune de Karl leur est attribuée conjointement. Maria découvre l'arrangement entre Oswald et Hermann, et comprend les raisons pour lesquelles celui-ci s'est volontairement éloigné après sa sortie de prison. Maria meurt dans l'explosion causée par le gaz qu'elle a oublié de fermer alors qu'elle vient allumer une cigarette. Par ce dernier coup du sort, l'explosion empêche à tout jamais Maria et son mari Hermann de vivre ensemble.

## Fiche technique
- Titre original : Die Ehe der Maria Braun (littéralement : Le Mariage de Maria Braun)
- Réalisation : Rainer Werner Fassbinder
- Scénario : Rainer Werner Fassbinder, Pea Fröhlich, Peter Märthesheimer
- Musique : Peer Raben
- Genre : drame psychologique
- Durée : 120 minutes
- Production : Albatros Produktion, Allemagne de l'Ouest
- Images : Michael Ballhaus
- Dates de sortie :
  -  Allemagne de l'Ouest : 20 février 1979
  -  France : 22 mai 1979

## Distribution

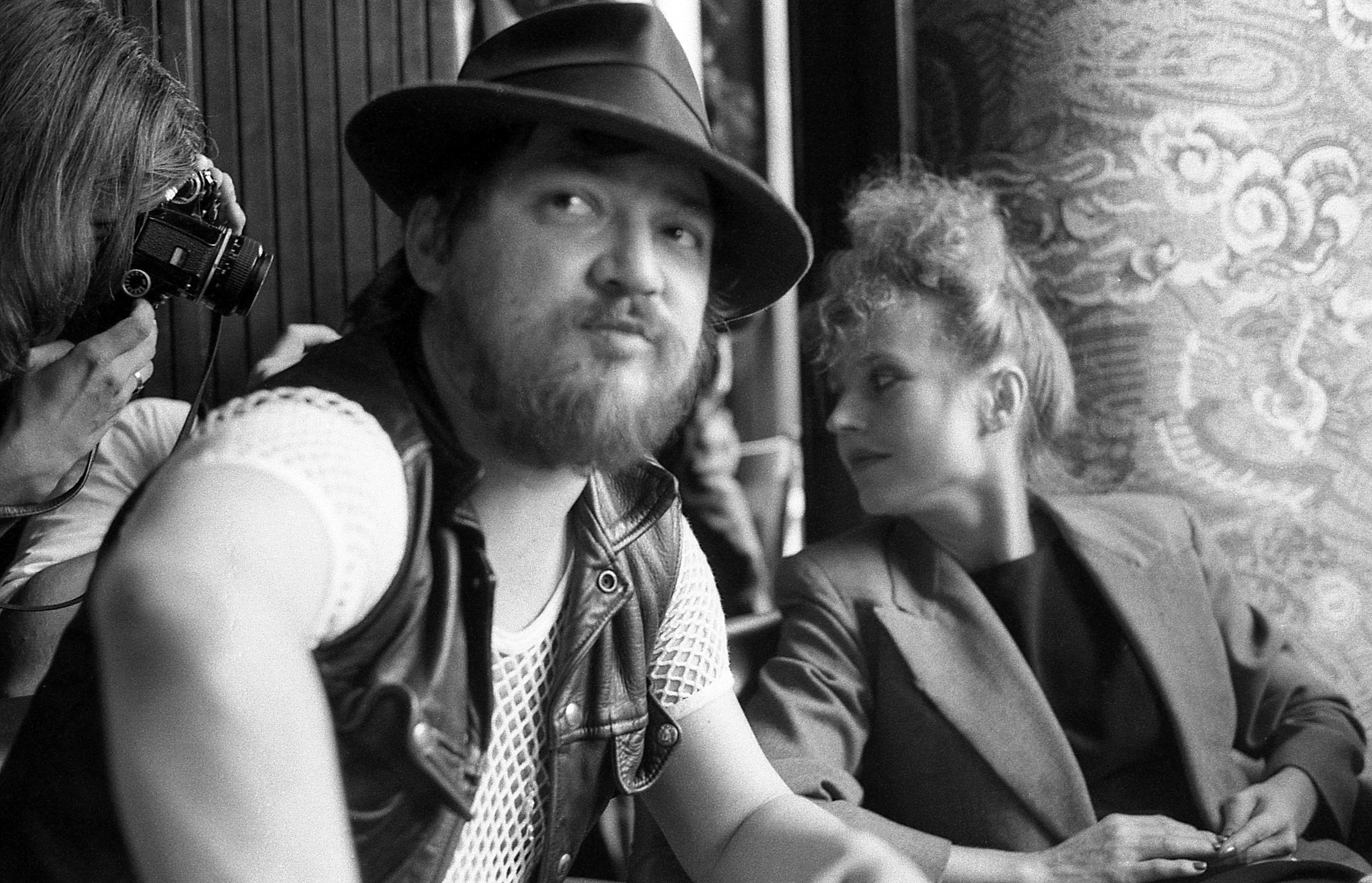
Fassbinder, le réalisateur du film, et Schygulla, l'actrice interprétant le rôle-titre, à la Mostra de Venise 1980.

- Hanna Schygulla (VF : Frédérique Tirmont[3]) : Maria Braun
- Klaus Löwitsch : Hermann Braun
- Ivan Desny : Karl Oswald
- Elisabeth Trissenaar : Betti Klenze
- Gottfried John : Willi Klenze
- Hark Bohm : Senkenberg
- George Byrd (en) : Bill
- Gisela Uhlen : la mère
- Peter Berling : Bronski
- Volker Spengler : le chef de train
- Lilo Pempeit : Mme Ehmke
- Karl-Heinz von Hassel : le procureur général
- Rainer Werner Fassbinder : l'homme du marché noir[4]

## Interprétation et critiques
(décembre 2018).
- Si vous ne connaissez pas le sujet, laissez ce bandeau (vous pouvez alors contacter les auteurs).
- Si vous supprimez le contenu mis en cause (vous pouvez préalablement contacter les auteurs),

argumentez précisément cette suppression dans la page de discussion
(un manque de référence n'est pas un argument ; une recherche réelle de référence doit avoir été effectuée, être formellement documentée).
Fassbinder a imaginé l'histoire de Maria de telle manière qu'elle soit exemplaire pour la situation d'après-guerre. Il y glisse son œil sceptique à propos de la société allemande des années 1950. Comme la plupart des gens, Maria se préoccupe avant tout de son bien-être matériel, de sa réussite économique et professionnelle. Et réussit tout ce qu'elle entreprend. Pour Fassbinder quelles que soient les recettes que l'on met au point pour avoir une impression de vie, elles ne valent pas la vraie vie.
Dans les critiques faites au film on a beaucoup parlé du fait que Fassbinder avait très bien appréhendé le ton de l'époque. Il est parvenu à décrypter avec du matériau visuel les thèmes prédominants dans la vie de tous les jours dans l'Allemagne d'après-guerre : la recherche d'un être cher après la guerre, le marché noir, la relation aux soldats alliés et enfin la reconstruction du pays.
Plus particulièrement encore à l'étranger Le Mariage de Maria Braun est considéré comme le film qui a réussi à dépeindre la situation spirituelle de la population allemande juste après la Seconde Guerre mondiale.
« On a rarement vu autant de bons acteurs dans un film de Fassbinder » - FAZ (Frankfurter Allgemeine Zeitung, Francfort-sur-le-Main)

## Maria: le personnage principal
(décembre 2018).
- Si vous ne connaissez pas le sujet, laissez ce bandeau (vous pouvez alors contacter les auteurs).
- Si vous supprimez le contenu mis en cause (vous pouvez préalablement contacter les auteurs),

argumentez précisément cette suppression dans la page de discussion
(un manque de référence n'est pas un argument ; une recherche réelle de référence doit avoir été effectuée, être formellement documentée).
Hanna Schygulla représente une Maria qui est très ambitieuse et qui profite de chaque opportunité mais qui pourtant paraît encore être portée par les événements. Cette Maria semble avoir absolument tout pour être sensuelle et heureuse dans sa vie, pourtant le film est l'histoire de l'échec de sa vie.
Tout au long de l'expérience qu'elle fait de la vie, le spectateur peut seulement apprendre de l'orientation personnelle de Maria qu'elle a la volonté à toute épreuve de faire sa vie avec Hermann. Pour cela elle attend qu'Hermann revienne de la guerre, puis elle attend qu'il sorte de prison. Enfin elle attend qu'il revienne de son voyage spirituel à l'étranger.
C'est typique pour la façon dont est décrite Maria qu'à l'époque il n'y avait rien à apprendre sur son moi intérieur, sur le fait qu'elle devient peu à peu une meurtrière. Que ce soit son mari qui paie pour son crime n'est jamais représenté dans le film comme le point de départ d'une certaine implication, le début d'une auto-critique menée sur fond de culpabilté diffuse.
Il ne reste au spectateur qu'à estimer ce qui pousse Maria à se présenter comme une personne dénuée de sentiments. Est-ce parce qu'il y a des destructions intérieures survenues avec les années de guerre ? Est-ce que l'environnement social dans lequel elle évolue a un effet défavorable sur elle ? Vit-elle la situation générale d'après 1945 de façon à pouvoir revenir à la raison ?
Le Mariage de Maria Braun est un film qui, tant par son scénario que par son arrangement du dispositif filmique, aspire au réalisme, mais pas par les personnages eux-mêmes. Au spectateur n'en sont données que des représentations stylisées. Alors que l'impression devrait régner dans un film réaliste que chaque scène découle de ce qui précède, dans Le Mariage de Maria Braun le réalisateur reste derrière chaque scène, réalisateur qui a prétendu que toutes les attitudes de ses personnages voulaient dire quelque chose. Cela vaut tout spécialement pour le personnage de Maria : dans sa manière de se comporter et de communiquer elle dévie très souvent de ce que le spectateur attend. 
Son caractère imprévisible participe de son charme, de la séduction qu'elle exerce sur les hommes qu'elle rencontre, mais il met le récit en suspend par un effet miroir entre son chaos intérieur et l'incohérence de son parcours, malgré son apparente détermination à retrouver une vie de couple « normale », une implication affective pleine et un bonheur simple. Elle reste un mystère pour les autres, et probablement pour elle-même : si l'effet qu'elle produit sur les autres qu'elle rencontre est visible, clairement exposé, on ne sait pas vraiment en revanche l'effet que ces rencontres produisent sur sa psyché, sur ses intentions véritables, sur la conscience qu'elle a d'elle-même, de ses choix de vie et de sa destinée.
C'est ainsi que Le Mariage de Maria Braun est considéré comme le contraire d'un film qui dépeindrait un « monde sain ». Il s'agit plutôt d'un film duquel émane un sentiment d'inquiétude. Le film montre des gens qui doivent chercher une nouvelle voie dans leur vie, et pour le spectateur s'installe peu à peu le sentiment que c'est un monde où on ne peut pas trouver si facilement cette voie. Cet après-guerre nous confronte plutôt à l'impossible reconstruction des êtres.

## La fin: l'énigme
(septembre 2018).
- Si vous ne connaissez pas le sujet, laissez ce bandeau (vous pouvez alors contacter les auteurs).
- Si vous supprimez le contenu mis en cause (vous pouvez préalablement contacter les auteurs),

argumentez précisément cette suppression dans la page de discussion
(un manque de référence n'est pas un argument ; une recherche réelle de référence doit avoir été effectuée, être formellement documentée).
À la fin du film, la question reste en suspens : Maria se suicide-t-elle ou s'agit-il d'un accident domestique quand une explosion due au gaz la tue chez elle ?
La plupart des critiques de film partent du principe que l'ouverture du testament de Maria doit conclure le film, qu'il doit en fait y avoir eu manigance entre Hermann et Oswald. Selon toutes les apparences, Hermann s'est déjà expliqué sur le fait de laisser sa femme à Oswald pour ses dernières années à vivre et, à cause de cet arrangement, a dû rester en arrière-plan assez loin pendant ces quelques années.
Le Mariage de Maria Braun est in fine un film pour lequel une fin heureuse ne pouvait pas convenir. Fassbinder voulait montrer un monde froid dans lequel beaucoup de gens n'arrivaient pas à trouver de solutions à leurs propres problèmes. Il n'était pas dans son choix, à la fin, d'exhiber une débandade étrange de toutes les implications.

## Place du film dans l'œuvre de Fassbinder
Le Mariage de Maria Braun est emblématique des dernières réalisations de Fassbinder et fait partie d'une trilogie, appelée Trilogie BRD, dans laquelle Fassbinder évoque l'histoire de la nouvelle Allemagne de l'Ouest. Les autres parties de la trilogie sont Lola, une femme allemande (1981) et Le Secret de Veronika Voss (1982). Il s'inscrit dans cette période de renouveau cinématographique en Allemagne de l'Ouest souvent appelée le Nouveau cinéma allemand.
Quelques éléments sont très symboliques : dans cette trilogie, consacrée à la reconstruction de l'Allemagne après la Seconde Guerre mondiale, le personnage-clé et le héros principal de chaque film est une femme. Pour le critique cinématographique Yann Lardeau, « Les années 50 sont une histoire de femmes. Ce sont elles qui portent sur leurs épaules l'effort de la reconstruction de l'Allemagne au lendemain de la guerre, de même que la volonté de détruire, l'effort de guerre, avait été porté, la décennie précédente par des hommes ».
À la fin du film, juste après la mort de Maria Braun, les dernières images sont des photos des chanceliers Konrad Adenauer, Ludwig Erhard, Kurt Georg Kiesinger et Helmut Schmidt, les chanceliers de la reconstruction et du « miracle économique allemand ». La génération des Trümmerfrauen (les « femmes des décombres ») perd progressivement le pouvoir, repris par des personnalités politiques masculines.
Les dernières scènes du film sont également superposées avec le son d'un reportage radio d'Herbert Zimmermann lors de la finale Hongrie-Allemagne de la coupe du monde de football de 1954, marquée par la victoire de l'équipe allemande sur l'équipe hongroise. Cette victoire sportive correspond au début du retour de l'Allemagne sur la scène internationale,.

## Adaptations
Ce film a fait l'objet d'adaptations théâtrales, notamment en 2014 par Thomas Ostermeier.

## Distinctions
- Berlinale 1979 : Ours d'argent de la meilleure actrice pour Hanna Schygulla
- David di Donatello pour Hanna Schygulla
- Prix du meilleur film allemand 1979 pour Hanna Schygulla, Gisela Uhlen, Rainer Werner Fassbinder, Norbert Scherer et Helga Ballhaus.
- Nomination pour le Golden Globe Award "meilleur film étranger" en 1980
- Prix exceptionnel au festival du film allemand pour les 40 ans de la RDA en 1989
- London Film Critics Circle Awards - Meilleur film en langue étrangère

### Documentaire
- 2012 : documentaire de François Lévy-Kuentz intitulé Il était une fois : Le Mariage de Maria Braun, de Rainer W. Fassbinder, diffusé en France sur France 2 et Eurochannel[6].